# Гуртом дешевше 2
Гурто́м деше́вше 2 (англ. Cheaper by the Dozen 2) — американський фільм 2005 року жанру комедії. Кіно є сиквелом до «Гуртом дешевше». Режисер Адам Шенкман. Режисер попередньої частини, Шон Леві, став одним із продюсерів сиквелу. В ролях Стів Мартін, Юджин Леві, Бонні Хант, Пайпер Перабо, Том Веллінг, Гіларі Дафф та Кармен Електра. Реліз на DVD відбувся 23 травня 2006; на Blu-ray кіно вийшло 5 січня 2010. Зйомки проходили в Канаді. Касові збори по всьому світі становлять $129,1 мільйонів.

## Сюжет
Минуло два роки після того як Том відмовився від посади тренера в Еванстон. Сім'я Бейкерів зазнала багато перемін: Лорейн поїхала навчатися в Нью-Йорк; Нора одружилася із Бадом МакНалті, вони очікують дитину та планують переїхати жити в Х'юстон через підвищення Бада на роботі.
Відчуваючи, що сім'я розривається на частини через від'їзди дітей, Том переконує всю родину поїхати на одну останню сімейну відпустку до озера Віннетка. Давній суперник Тома, Джиммі Мартедж, разом зі своєю сім'єю і вісьмома дітьми також мешкають біля озера. Джиммі постійно показує Томові своє багатство, успішність своїх дітей та натякає Томові на меншовартість його дітей. Діти Бейкерів потрапляють у багато інцидентів, більшість з яких випадкові: Марк Бейкер разом з Кенні Мартедж потрапляють на візку для гольфу в автоаварію на полі для гольфу; Сара Бейкер попадається на крадіжці в магазині; Марк випадково запускає декілька феєрверків, що провокує публічну паніку.
В результаті цього Джиммі починає повчати Тома, що йому потрібно виховувати своїх дітей міцною рукою. Це злить Тома і він пропонує влаштувати матч на Щорічному сімейному кубку дня праці . Том днями тренує своїх дітей, не розуміючи, що вони відчувають себе нещасливими. Сара та Елліот Мартедж прагнуть подружитися між собою і йдуть дивитися «Льодовиковий період», але застають своїх батьків шпигуючими за ними. Повернувшись додому, Сара розгнівана поведінкою свого батька і відмовляється брати участь у матчі «дурного кубку». Всі, окрім Кейт, злі на Тома, не лише через його шпигування за Сарою, а й через його конкуренцію із Мартеджами.
На наступний ранок Том їде на матч Кубку лише із Найджелом та Кайлом (лише вони двоє погодилися їхати). Проте коли Кейт і діти знаходять прапор «Команди Бейкерів», решта сім'ї також з'являється на матч, показуючи тим самим, що пробачили Тома. Під час змагання на каное, у Нори відходять води. Родина Мартеджів прагне допомогти їй, але Джиммі відмовляється, кажучи, що вони мають раз і назавжди перемогти Бейкерів. Мартеджам вдається переконати Джиммі допомогти Норі і Бейкери разом з Мартеджами відвозять Нору до лікарні, коли у неї починаються пологи. Бад, Лорейн та Кейт йдуть разом із Норою у палату родів, інші ж лишаються чекати у коридорі. Розмовляючи з Джиммі, Том розуміє, що має дати своїм дітям йти своїм шляхом і відпустити їх, люблячи на відстані. Нора народжує хлопчика, якого разом з Бадом називає Томом, на честь його дідуся. Бад оголошує, що вони купили будинок, який Бейкери орендували біля озера. Нора, Бад та маленький Том їдуть на три дні до Х'юстону. В кінці фільму Бейкери та Мартеджі влаштовують у своєму домі барбекю.

## У ролях

### Бейкери
- Стів Мартін — в ролі Тома Бейкера
- Бонні Гант — в ролі Кейт Бейкер
- Пайпер Перабо — в ролі Нори Бейкер
- Том Веллінг — в ролі Чарлі Бейкера
- Гіларі Дафф — в ролі Лорейн Бейкер
- Джонатан Беннетт — в ролі чоловіка Нори Бада
- Кевін Шмідт — в ролі Генрі Бейкера
- Елісон Стонер — в ролі Сари Бейкер
- Джейкоб Сміт — в ролі Джейка Бейкера
- Форрест Лендіс — в ролі Марка Бейкера
- Морган Йорк — в ролі Кім Бейкер
- Ліліана Мамі — в ролі Джесіки Бейкер
- Блейк Вудрафф — в ролі Майка Бейкера
- Шейн Кінсмен — в ролі Кайла Бейкера
- Брент Кінсмен — в ролі Найджела Бейкера

### Мартедж
- Юджин Леві — в ролі Джиммі Мартедж
- Кармен Електра — в ролі Заріни Мартедж
- Джеймі Кінг — в ролі Енні Мартедж
- Шон Робертс — в ролі Келвіна Мартедж
- Роббі Амелль — в ролі Даніелля Мартедж
- Тейлор Лотнер — в ролі Елліота Мартедж
- Александр Конті — в ролі Кеннета Мартедж
- Мелані Тонелло — в ролі Бекі Мартедж
- Медісон Фітцпатрік — в ролі Робін Мартедж
- Кортні Фітцпатрік — в ролі Ліси Мартедж

## Саундтреки
1. «I Wish» — Стіві Вандер
2. «Graduation Day Song» — Joseph L. Altruda
3. «Mexicali Mondays» — Christopher Lightbody та Robert Steinmiller
4. «What If» — Gina Rene
5. «Martini Lounge» — David Sparkman
6. «Drinks on the House» — Daniel May
7. «Big Sky Lullaby» — Daniel May
8. «Someday» — Sugar Ray
9. «Express Yourself» — Джейсон Мрез
10. «Michael Finnegan» — Traditional
11. «Will the Circle Be Unbroken?» — Traditional
12. «Why Can't We Be Friends» — War
13. «Die Walküre» — Ріхард Вагнер
14. «Тема з фільму Jaws» — Джон Вільямс
15. «Miracles» — Insane Clown Posse
16. «Mallin» — Tree Adams
17. «Under Pressure» — Queen та Девід Бові
18. «Music from Льодовиковий період» — David Newman
19. «Holiday» — Мадонна
20. «Sunday Morning» (acoustic version) — Maroon 5
21. «Bridal Chorus» — Ріхард Вагнер

## Зйомки
Фільм знімали в Торонто і в рідному місті Юджина Леві Хамільтоні, Онтаріо, Канада. Сцени зі Школи Лейксайд були зняті в Коледжі святого Ендрю. Сцени котеджу та озера знімали в Роквуді, Онтаріо, та в Берлі-Фолс, Онтаріо біля озера Стоуні.

## Рецензії
Рецензії фільму в переважній більшості випадків були негативні. Сайт Rotten Tomatoes поставив «Гуртом дешевше 2» на 98 місце зі 100 найгірших фільмів 2000-х. Кіно отримало рейтинг у 6 %, базуючись на 93 рецензіях. Сайт описує стрічку як «сиквел рімейку, який змарнував солідних акторів сценами передбаченого гумору». Сайт Metacritic оцінив кіно у 34 бали із 100, базуючись на 24 рецензіях.
Критик Роджер Еберт із Chicago Sun-Times дав стрічці одну зі своїх рідкісних позитивних рецензій, оцінюючи її у 3/4 зірок і коментуючи: «Коли я дивився цей сиквел, певне гарне почуття почало прориватися назовні. Так, фільм переповнений непотрібностями. Проте ці непотрібності знаходяться на вищому рівні тепла і гумору, ніж, наприклад, „Твої, мої і наші“». Еберт також високо оцінив гру Елісон Стонер, порівнюючи її з акторкою Різ Візерспун.
Джастін Чанг з Variety погодився з Ебертом щодо Стонер, називаючи її гру «любовно вразливою» та називаючи її найбільш правдоподібною у фільмі. Чанг також оцінив гру Стіва Мартіна, Бонні Хант та Юджина Леві, кажучи, що ветерани зробили найкраще з того, що їм було надано.
Марріт Інгман з Austin Chronicle висловилася, що кіно має гарне повідомлення, і погодилася, що Бонні Хант була «дивовижною і приземленою», але в цілому описала фільм «таким же смішним як і пліснява». Андреа Гронвалл була нажахана зовнішнім виглядом Дафф, називаючи її в Chicago Reader «виснаженою» та «нанівець страшною»; щодо фільму вона сказала, що у ньому «помітно бракує ентузіазму від майже всіх учасників», проте гра Електри, на її думку, була «найбільш виграшною з усіх інших».

## Нагороди
Фільм отримав дві номінації на Razzie Award: одну у категорії Найгірша акторка (Гіларі Дафф), другу у категорії Найгірший підтримуючий актор (Юджин Леві).

## Касові збори
В перший вікенд фільм зібрав 9 309 387 доларів у США, опиняючись на четверному місці за переглядами у кінотеатрах. За другий вікенд кіно зібрало 14 486 519 доларів. На кінець прокату фільм зібрав 82 571 173 долари в США та 46 610 657 доларів інтернаціонально, що становить 129 181 830 доларів по всьому світі.

## Продовження
На 2011 рік був запланований вихід третьої частини.